# Hypsografische Kurve

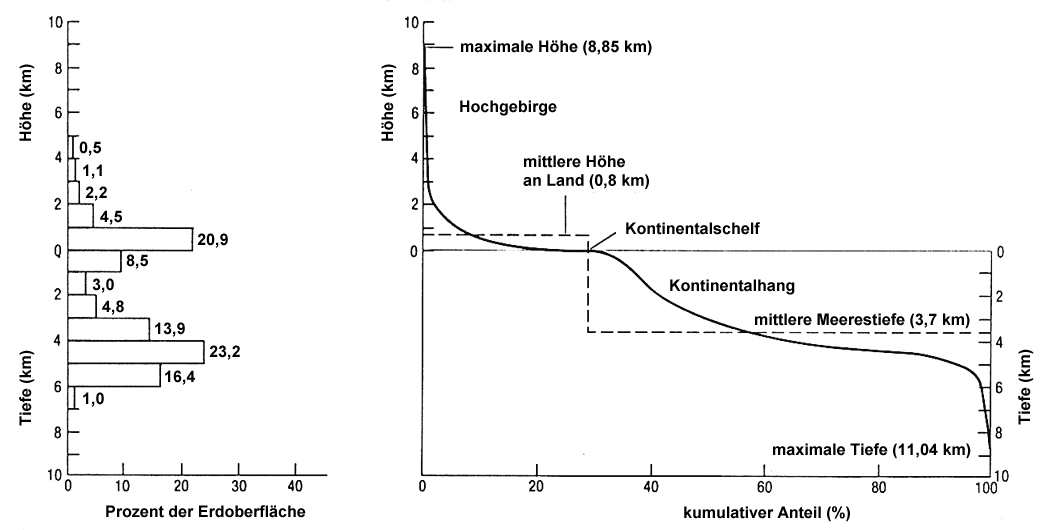
Höhenverteilung der Erdkruste: differentiales hypsografisches Histogramm (links) und kumulative hypsografische Kurve

Eine hypsografische Kurve (auch hypsographische Kurve, synonym hypsometrische Kurve, von altgr. ὕψος: Höhe, Anhöhe) veranschaulicht die Verteilung der verschiedenen Höhenstufen eines geografischen Gebiets, wie beispielsweise die eines erdähnlichen Planeten oder auch spezieller Regionen wie Flussläufe, Binnenseen und Binnenmeere.

## Differentiale und kumulative hypsografische Kurve
Bei einer differentialen hypsografischen Kurve wird im Regelfall auf der Abszisse (horizontale Achse) die Höhe abgetragen, während die Ordinate (vertikale Achse) den prozentualen Anteil der Höhenlage an der Gesamtfläche wiedergibt. Anstelle einer Kurve ist auch die Darstellung in Form eines Balken- bzw. Säulendiagramms möglich (siehe Abbildung oben, linker Teil).
Bei einer kumulativen hypsografischen Kurve wird auf der Abszisse der Anteil an der Gesamtfläche kumulativ bis hundert Prozent aufgetragen und auf der Ordinate die Höhenlage (siehe Abbildung oben, rechter Teil). Aus dieser Kurve lassen sich so die Perzentile der Höhenverteilung ablesen.

## Beispiele

### Erde
Die differentiale hypsografische Kurve der Erde weist zwei Spitzen auf: eine auf der mittleren Höhe der Kontinente und eine auf der mittleren Höhe des Ozeanbodens. Diese Zweiteilung ist demnach ein deutliches Zeichen für die Existenz von Wasser in Form großer Ozeane.
Die kumulative hypsografische Kurve der Erde zeigt annähernd zwei Höhenniveaus: die kontinentale Plattform im Bereich von etwa 100 Höhenmeter und die Tiefsee. Gegenüber diesen großen Flächen machen die Extrema der Hochgebirge und der Tiefseegräben relativ wenig aus. Deutlich zeigt die Kurve hingegen einen Übergang zwischen den zwei Hauptniveaus von Kontinentalebenen und Tiefseeböden – den Abhang des Kontinentalschelfs. Insgesamt liegen 29 % der Erdoberfläche oberhalb von Normalnull, sind also Land, davon sind weniger als 10 Prozent Gebirge mit mehr als 1000 m Höhe. Auf der anderen Seite liegen etwa 50 % der Erdoberfläche unterhalb von −2000 m, und nur 2 % sind tiefer als −6000 m.

#### Schweiz

Kumulative hypsografische Kurve der Schweiz

An der in diesem Abschnitt gezeigten kumulativen hypsografischen Kurve der Schweiz kann man zum Beispiel ablesen, dass weniger als 20 % der Landesfläche tiefer als 500 m über Normalnull liegen.

### Venus
Die differentiale hypsografische Kurve der Venus weist nur eine einzelne scharfe Spitze auf. Dies ist ein deutliches Zeichen dafür, dass es auf der Venus nie Ozeane und eine damit zusammenhängende Plattentektonik gegeben hat.
Die kumulative hypsografische Kurve der Venus besitzt im Unterschied zu jener der Erde anstelle von zwei Plattformen nur eine.

### Mars
Die differentiale hypsografische Kurve des Mars weist, relativ ähnlich jener der Erde, zwei Spitzen auf.
Die kumulative hypsografische Kurve des Mars zeigt, relativ ähnlich der Erde, zwei sich voneinander abhebende Niveaustufen, die jedoch nicht durch einen Abhang verbunden sind.